# Edvard Rudolf Neovius

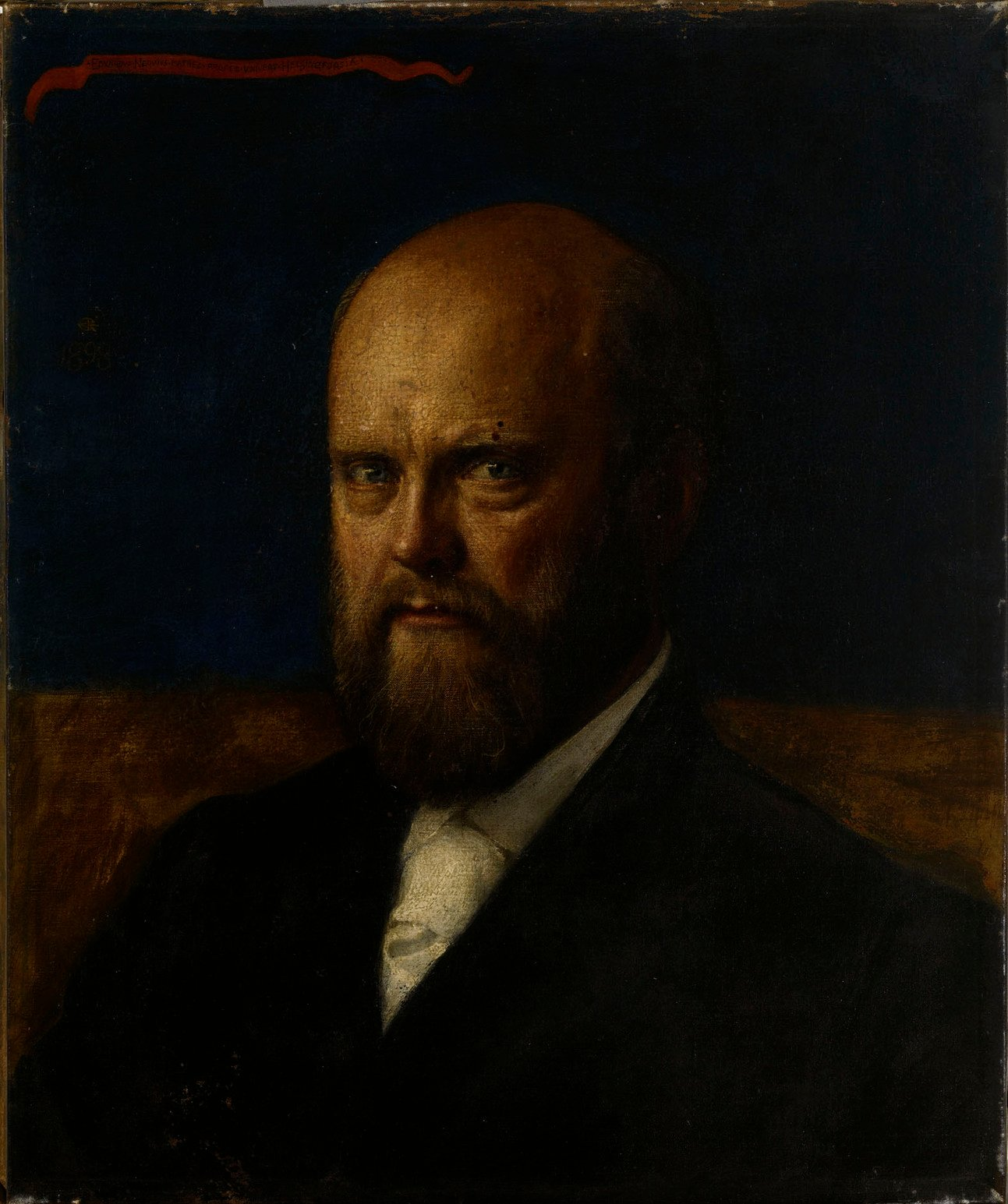
Edvard Rudolf Neovius målad 1898 av Akseli Gallen-Kallela.

Edvard Rudolf Neovius, född den 14 november 1851 i Fredrikshamn, död den 27 september 1917 i Köpenhamn, var en finländsk matematiker. Han var son till Edvard Engelbert Neovius, bror till Lars och Otto Nevanlinna, farbror till Frithiof och Rolf Nevanlinna samt kusin till Adolf Neovius.
Neovius blev filosofie licentiat och docent i geometri vid Helsingfors universitet 1881 samt var professor i matematik vid universitetet mellan 1883 och 1900. Han var även medlem av senatens ekonomiavdelning och finansexpedition. Mellan 1900 och 1905 var han chef för finansexpeditionen och motsatte sig då russificeringen. Därefter var han bosatt i Danmark. Han publicerade åtskilliga uppsatser på geometrins område, särskilt behandlande frågan om minimalytor.